# 三陟海辺駅
三陟海辺駅（サムチョケビョンえき）は、大韓民国江原特別自治道三陟市にある、韓国鉄道公社（KORAIL）三陟線の駅である。

## 歴史
- 1944年2月11日：後津駅（후진역）として新設。
- 1991年8月20日：旅客取り扱い中止。
- 1992年6月22日：廃止。
- 2001年7月1日：再開業。
- 2003年1月1日：語感上の問題により、三陟海辺駅へ改称[1]。これは後津が韓国語においては「後進(후진)」と同じ発音であり縁起が悪いとされた為だと考えられる。
- 2007年7月25日：海列車の運行開始に伴い、旅客取り扱いを再開する。
- 2019年6月3日：三陟駅の工事開始を受け、海列車の終着駅となる。
- 2023年12月26日：海列車の運行終了に伴い、旅客取り扱いを中止する。
- 2025年1月1日：旅客取り扱いを再開[2]。

## 駅構造
1面1線の単式ホームを持つ地上駅。

## 駅周辺
- 三陟中央初等学校
- MBC江原嶺東三陟放送局

## 隣の駅
韓国鉄道公社
三陟線
湫岩駅 - 三陟海辺駅 - 三陟駅